# Grobnik (żupania karlowacka)
Grobnik – wieś w Chorwacji, w żupanii karlowackiej, w mieście Slunj. W 2011 roku liczyła 20 mieszkańców.